# Centropus melanops
Il cucal faccianera o cuculo fagiano faccianera (Centropus melanops Lesson, 1830) è un uccello della famiglia Cuculidae.

## Distribuzione e habitat
Questo uccello è endemico delle Filippine.

## Tassonomia
Centropus melanops non ha sottospecie, è monotipico.